# Matteus kallelse
Matteus kallelse är en oljemålning från 1599–1600 av den italienske barockkonstnären Caravaggio. Målningen utfördes för Contarelli-kapellet i kyrkan San Luigi dei Francesi i Rom.
Målningen föreställer ett slags statisk händelse där Jesus oväntat kommer in med en befallande handrörelse. Personerna på bilden fylls då av ett slags chock och osäkerhet. Mannen med skägg vid bordet pekar på sig själv med en undrande blick.
En annan tolkning företräds av påve Franciskus och den italienska konsthistorikern Sara Magister. Enligt dem är Matteus den unge mannen vid bordsänden, som tittar ned i sina slantar.
I Cappella Contarelli finns även målningarna Matteus och ängeln och Matteus martyrium, även de av Caravaggio. Beställare av kapellets målningar var kardinal Matthieu Cointerels testamentsexekutor.

## Bilder

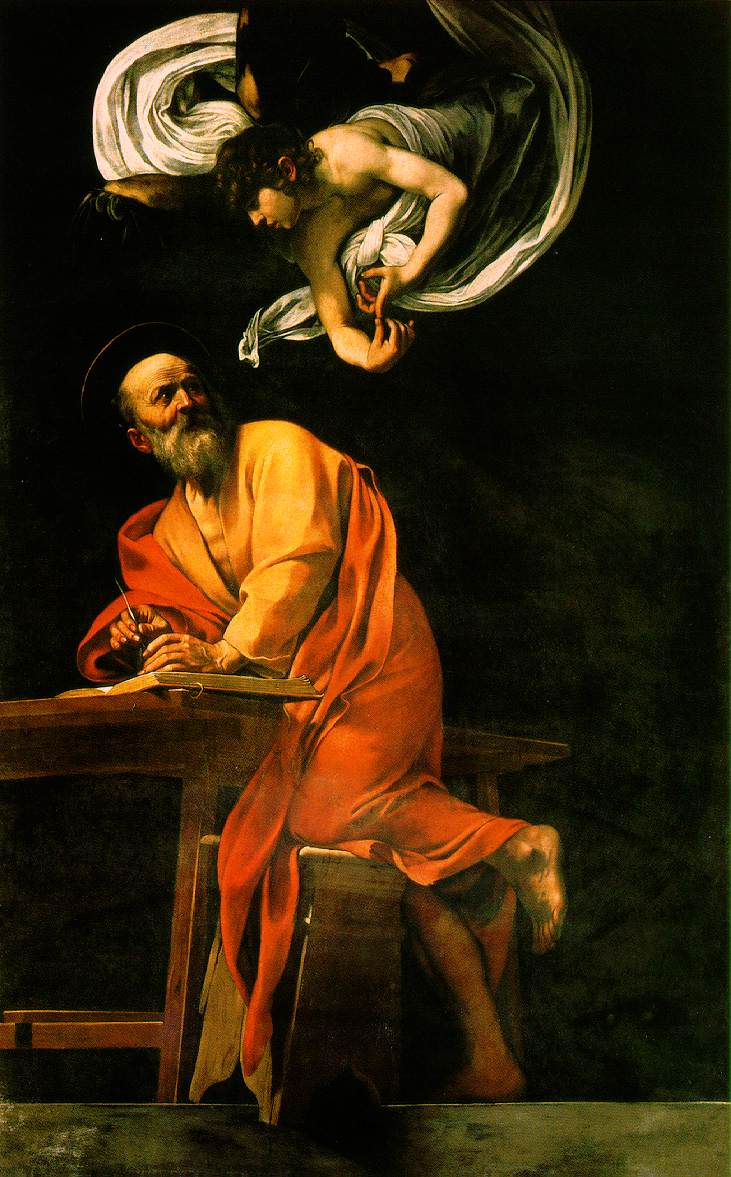
Matteus och ängeln (1602).
Matteus martyrium (1599–1600)